# Oshin (álbum)
Oshin (pronunciado como Ocean) es el primer álbum de estudio de la banda de indie rock estadounidense DIIV. Fue publicado el 26 de junio de 2012 bajo el sello independiente Captured Tracks.
El álbum ha recibido aclamación crítica por su sonido nostálgico arraigado en influencias de Kurt Cobain, krautrock y shoegaze, mientras en retrospectiva, es considerado como uno de los álbumes esenciales de inicios de la década de 2010.

## Contenido
En mayo de 2011, Zachary Cole Smith, en ese momento miembro en directo de Beach Fossils, formó DIIV como un proyecto personal, esperando conseguir apoyo del sello Captured Tracks. Una vez firmados, publicaron dos sencillos iniciales: «Sometime» y «Human», los cuales fueron producidos de manera lo-fi por Cole Smith, usando beats de batería y grabaciones directas en su MacBook, posteriormente considerados como demos introductorios.
Sobre las grabaciones en estudio, trataron de replicar su sonido como una banda en directo, mientras sus objetivos para el álbum era presentar un material más avanzado para un debut, similar a Seventeen Seconds de The Cure. En una entrevista de 2016, Cole Smith expresa que Oshin “estaba oculto bajo una imagen, bajo un sonido – las vocales eran muy texturizadas y con un tipo de ambiente. No quería hacerlo sobre mí como persona. Las letras eran casi verdades universales, no personales.”

## Recepción

### Crítica
En el portal web Metacritic, recibió una puntuación normalizada de 80 sobre 100, esto basado en las reseñas de 25 críticos musicales. En otros portales, como AnyDecentMusic?, el álbum recibió una puntualización de 7.5 sobre 10.
Ian Cohen, escribiendo para Pitchfork, destaca la presentación de la banda y el contenido experimental en ella, comentando “el álbum debut de DIIV es una grabación de dream pop maravillosa y melódica, está basado en versos y coros que son inusualmente fluidos e intuitivos”. Otras reseñas, como AllMusic, contrasta la banda con sus contemporáneos Beach Fossils al ofrecer un estilo más oscuro y ecléctico, usando krautrock en canciones como «Air Conditioning» y segmentos instrumentales como «(Druun)». Por el contrario, crítica el desbalance inicial con otras canciones más pop como «Human» y «How Long Have You Known?», comentando “[es] algo discorde inicialmente, pero ofrece más opciones a la banda [...] sin perder su esencia soñadora”.

### Reconocimientos
| Publicación    | Lista                                                    | Año  | Posición | Ref.   |
| -------------- | -------------------------------------------------------- | ---- | -------- | ------ |
| Pitchfork      | The Top 50 Albums of 2012                                | 2012 | 46       | [ 25 ] |
| Stereogum      | Top 50 Albums of 2012                                    | 2012 | 22       | [ 26 ] |
| USA Today      | Top Albums of 2012                                       | 2012 | 6        | [ 27 ] |
| Pitchfork      | The 30 Best Dream Pop Albums                             | 2018 | 26       | [ 28 ] |
| Soundblab      | The Best Shoegaze & Dream Pop Albums of the 21st Century | 2019 | 12       | [ 29 ] |
| Paste Magazine | The 25 Best Dream Pop Albums of All Time                 | 2020 | 22       | [ 30 ] |

## Publicación
El álbum fue publicado el 26 de junio de 2012 a través de Captured Tracks en los formatos CD y LP. Una edición digital fue liberado el 21 de septiembre del mismo año. Para 2014, el álbum estuvo temporalmente sin copias disponibles debido a una disputa legal en torno a la portada original por Kiakshuk, siendo reeditado en junio de 2015 con nuevo arte.
Para la reedición de aniversario, fue diseñado una nueva portada por su amigo Parker Sprout, con material extra como páginas retrospectivas, escrituras por los miembros, el poema que inspiró el álbum y un LP nuevo que incluye los demos y dos versiones en directo, incluyendo una canción no publicada antes, «Yuk».

## Lista de canciones
| N.º   | Título                     | Duración |  |
| 1.    | «(Druun)»                  | 2:07     |  |
| 2.    | «Past Lives»               | 2:21     |  |
| 3.    | «Human»                    | 2:57     |  |
| 4.    | «Air Conditioning»         | 4:30     |  |
| 5.    | «How Long Have You Known?» | 3:33     |  |
| 6.    | «Wait»                     | 3:16     |  |
| 7.    | «Earthboy»                 | 3:14     |  |
| 8.    | «(Druun Pt. II)»           | 2:46     |  |
| 9.    | «Follow»                   | 2:46     |  |
| 10.   | «Sometime»                 | 3:05     |  |
| 11.   | «Oshin (Subsume)»          | 3:32     |  |
| 12.   | «Doused»                   | 3:43     |  |
| 13.   | «Home»                     | 2:29     |  |
| 40:19 |                            |          |  |

| Bonus Tracks (iTunes Store) |                   |          |  |
| N.º                         | Título            | Duración |  |
| 14.                         | «Geist»           | 4:45     |  |
| 15.                         | «Bambi Slaughter» | 2:50     |  |
| 47:54                       |                   |          |  |

| 10th Anniversary |                                            |          |  |
| N.º              | Título                                     | Duración |  |
| 14.              | «(Druun) (Demo)»                           | 2:20     |  |
| 15.              | «Past Lives (Demo)»                        | 2:11     |  |
| 16.              | «Human (Demo)»                             | 2:35     |  |
| 17.              | «Air Conditioning (Demo)»                  | 4:20     |  |
| 18.              | «How Long Have You Known? (Demo)»          | 3:31     |  |
| 19.              | «Wait (Demo)»                              | 2:22     |  |
| 20.              | «Earthboy (Demo)»                          | 2:54     |  |
| 21.              | «(Druun Pt. II) (Demo)»                    | 2:57     |  |
| 22.              | «Follow (Demo)»                            | 2:51     |  |
| 23.              | «Sometime (Demo)»                          | 3:12     |  |
| 24.              | «Oshin (Subsume) (Demo)»                   | 3:24     |  |
| 25.              | «Doused (Demo)»                            | 3:42     |  |
| 26.              | «Home (Demo)»                              | 2:26     |  |
| 27.              | «Yuk (Live at Shea Stadium 07-29-11)»      | 2:22     |  |
| 28.              | «Sometime (Live at Shea Stadium 07-29-11)» | 3:16     |  |
| 43:26            |                                            |          |  |

## Créditos y personal
Adaptados desde AllMusic.
| DIIV - Zachary Cole Smith – Composición, producción. - Andrew Bailey – Guitarra. - Colby Hewitt – Batería. - Devin Ruben Perez – Bajo. Producción - Nico Testa – Asistente de ingeniería. - Ben Wolf – Batería (1, 8, 11, 12). - Daniel Schlett – Ingeniero, mezcla. | Arte - Kopapik Qaqyuarqyuk – Ilustración del álbum. - Daniel Schlett – Ingeniero, mezcla. - Simeonie Kopapik – Ilustraciones. - Sandy Kim – Fotografía. |

## Posicionamiento en listas
| Listas (2012)                       | Mejor posición |
| ----------------------------------- | -------------- |
| Estados Unidos (Heatseekers Albums) | 5              |
| Estados Unidos (Independent Albums) | 33             |
| Estados Unidos (Top Current Albums) | 158            |
| Reino Unido (Record Store Albums)   | 27             |